# Diócesis de Sofía y Plovdiv
La diócesis de Sofía y Plovdiv o de Sofía y Filipópolis (en latín: Dioecesis Sophiae et Philippopolis y en búlgaro: Софийско-пловдивска епархия) es una circunscripción eclesiástica de la Iglesia católica en Bulgaria. Se trata de una diócesis latina, inmediatamente sujeta a la Santa Sede. Desde el 16 de julio de 2025 la diócesis se encuentra en Sede Vacante.

## Territorio y organización

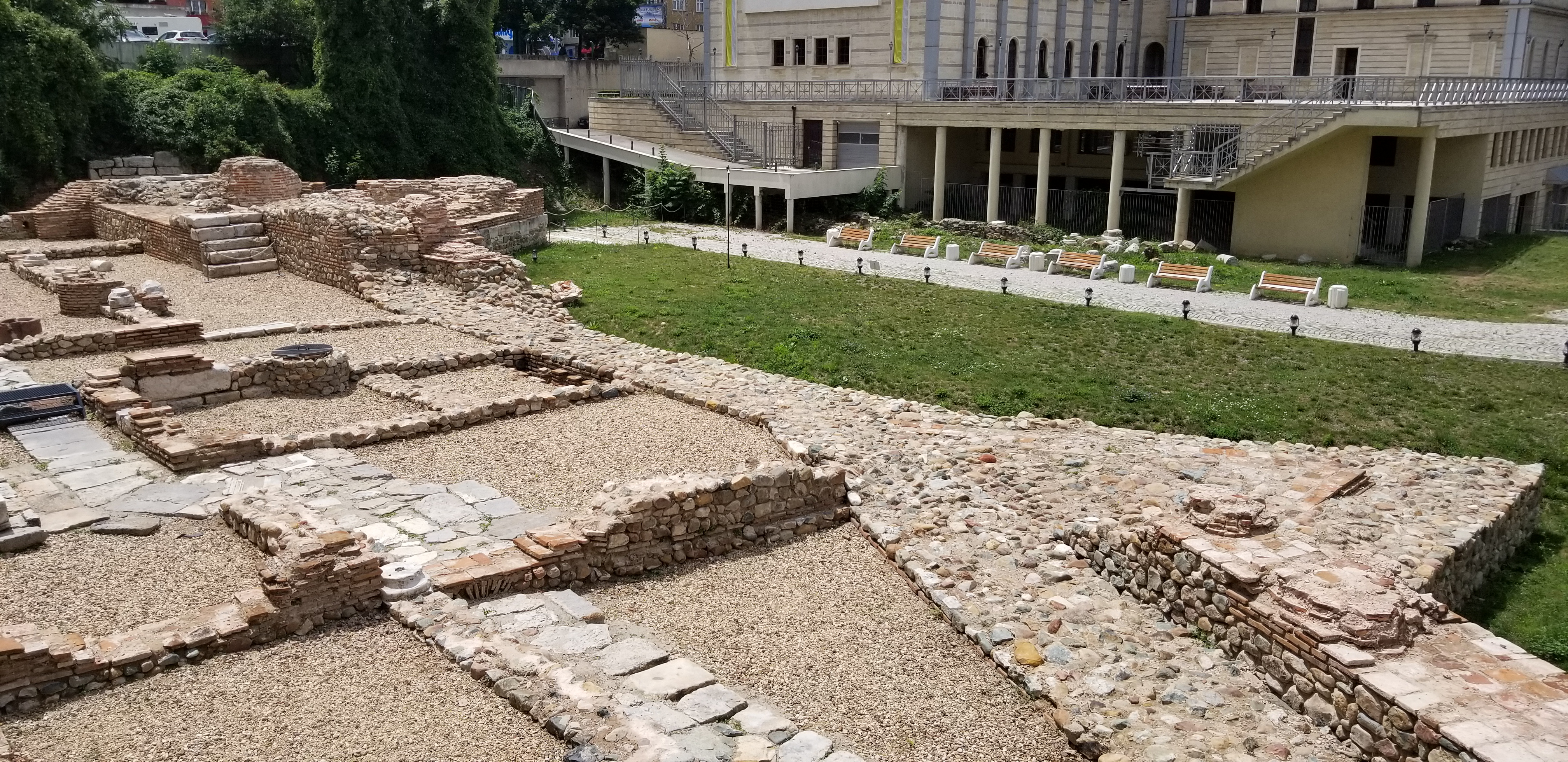
Concatedral de San José, en Sofía, y ruinas adyacentes

La diócesis tiene 80 000 km² y extiende su jurisdicción sobre los fieles católicos de rito latino residentes en las provincias de: Sofía-Ciudad, Sofía, Pernik, Kyustendil, Blagóevgrad, Pazardzhik, Smolyan, Plovdiv, Stara Zagora, Haskovo, Kardzhali, Burgas, Sliven y Yámbol. 
La sede de la diócesis se encuentra en la ciudad de Plovdiv (antigua Filipópolis), en donde se halla la Catedral de San Luis. En Sofía se encuentra la Concatedral de San José, que fue construida en el lugar del anterior edificio del mismo nombre, destruido por los bombardeos aliados durante la Segunda Guerra Mundial. Fue reinaugurada el 21 de mayo de 2006.
En 2022 en la diócesis existían 14 parroquias.

## Historia

### Antecedentes
La sede episcopal de Sárdica (antiguo nombre de Sofía) fue erigida en la antigüedad y fue sede metropolitana de la provincia romana de la Dacia mediterránea, siendo sus sufragáneas las diócesis de: Remesiana, Naisso, Pautalia y Alemania. En 343 se celebró en Sárdica un concilio provincial convocado por el papa Julio I. En las intenciones del papa debía ser un concilio ecuménico, pero debido al abandono de los obispos orientales quedó reducido a un importante concilio de la Iglesia occidental. 
Filipópolis de Tracia (antiguo nombre de Plovdiv) es la antigua sede metropolitana de la provincia romana de Tracia. Filipópolis fue sede en 344 de una reunión de obispos disidentes que, habiendo abandonado el Concilio de Sárdica, se reunieron para firmar un documento de contenido arriano y en el que lanzaban la excomunión contra Atanasio de Alejandría, Asclepa de Gaza y otros obispos ortodoxos. Sárdica y Filipópolis pertenecieron a la jurisdicción de la Santa Sede de Roma hasta 733, cuando fueron anexadas al patriarcado de Constantinopla. En 809 Sárdica fue incorporada al Primer Imperio búlgaro y en 1382 pasó al Imperio otomano. Filipópolis fue conquistada por los búlgaros en 863, disputada luego con el Imperio bizantino, pasó a los otomanos en 1363 o 1364.
Hacia finales del siglo XVI se erigió la misión franciscana de Sofía, encomendada a los franciscanos de la provincia de Bosnia. 

### Sede en Chiprovtsi
En 1601 la diócesis de Sofía se estableció como sufragánea de la arquidiócesis de Antivari. Como sede se eligió el monasterio y la iglesia de la Santa Madre de Dios en Chiprovtsi, en donde la presencia católica era mayor.
El 6 de diciembre de 1642 fue elevada al rango de arquidiócesis metropolitana, en momentos en que se producía la conversión de los paulicianos del sur de Bulgaria al catolicismo de rito latino. A consecuencia de la captura de Belgrado por el Imperio austríaco, en 1688 se produjo el Levantamiento de Chiprovtsi contra los otomanos, liderado por los católicos latinos. Chiprovtsi fue completamente destruida por las fuerzas otomanas y el levantamiento finalizó con la emigración principalmente hacia Valaquia y las áreas dominadas por los cristianos del oeste y el norte de Bulgaria y el Banato. 

### Sede en Plovdiv
Durante el siglo XVIII, debido a las persecuciones de los otomanos, muchos católicos se vieron obligados a emigrar y la sede, en varias ocasiones, quedó vacante. La decadencia de Chiprovtsi obligó a los arzobispos a trasladarse a Plovdiv, y en 1699 el papa Inocencio XII cambió el nombre de la arquidiócesis al actual. En 1758 quedó reducida a vicariato apostólico con el nombre de vicariato apostólico de Sofía y Filipópolis y sede en Plovdiv.
A partir de 1835 la Congregación de Propaganda Fide confió el cuidado de los católicos búlgaros a los misioneros redentoristas, reemplazados en 1841 por los capuchinos italianos y austríacos. El primer vicario capuchino, Andrea Canova, recibió la consagración episcopal. 
En 1878 fue establecido el Principado autónomo de Bulgaria, mientras que Plovdiv permaneció dentro de la provincia autónoma otomana de Rumelia Oriental. 
Por decreto del 5 de junio de 1883 de la Congregación de Propaganda Fide la prefectura apostólica de Trebisonda cedió la ciudad de Burgas al vicariato apostólico de Sofía y Filipópolis.
En 1903 el vicariato apostólico contaba con 14 438 fieles, 14 sacerdotes capuchinos, 26 asuncionistas y 11 lasalianos. El 5 de octubre de 1908 el Reino de Bulgaria se independizó de los otomanos, por lo que los católicos de Bulgaria volvieron a quedar dentro de un Estado cristiano finalizando la dominación musulmana. A finales del siglo XIX los capuchinos abrieron su propio seminario en Sofía, que desde 1916 garantizó una presencia búlgara al frente del vicariato apostólico.
Durante el siglo XIX la Santa Sede estableció las sedes arzobispales titulares de Sárdica y Filipópolis.
La iglesia de San José en Sofía fue destruida por los bombardeos aliados de Sofía de 1943 y 1944 durante la Segunda Guerra Mundial. En 1946 fue establecida la República Popular de Bulgaria y se produjo la expropiación de propiedades católicas por el gobierno comunista, el impedimento de la comunicación de los católicos búlgaros con la Santa Sede y los juicios contra los sacerdotes católicos. En 1959 el obispo Ivan Romanov murió en prisión y la sede quedó vacante hasta que en 1975 fue designado Bogdan Stefanov Dobranov como vicario apostólico.
El 3 de marzo de 1979 el vicariato apostólico fue elevado a diócesis mediante la bula Ex quo divina del papa Juan Pablo II, y como consecuencia de ello se suprimió la sede titular de Sárdica, pero no la de Filipópolis. A la muerte del obispo Dobranov en 1983 la diócesis volvió a quedar vacante por situaciones políticas hasta que la finalización del régimen de partido único en junio de 1990, permitió que Georgi Ivanov Jovčev fuera designado obispo el 13 de noviembre de 1995.
El proceso de beatificación de los asesinados por las autoridades comunistas: el obispo Ivan Romanov y los padres capuchinos Flavian Mankin y Fortunat Bakalski, comenzó el 17 de noviembre de 1998 y desde entonces ostentan el título de siervo de Dios.
En 2002 el papa Juan Pablo II visitó la diócesis. En la plaza central de la ciudad de Plovdiv, el papa celebró una solemne misa en la que beatificó a los padres Uspenski Kamen Vichev, Pavel Dzhidjov y Josafat Shishkov, luego se reunió con jóvenes búlgaros en la Catedral de San Luis.
En mayo de 2019, durante una peregrinación apostólica, el papa Francisco visitó Sofía y las parroquias de la ciudad de Rakovski.

## Estadísticas
Según el Anuario Pontificio 2023 la diócesis tenía a fines de 2022 un total de 32 550 fieles bautizados.
| Año                                                                             | Población            | Población | Población      | Sacerdotes | Sacerdotes    | Sacerdotes    | Bautizados por sacerdote | Diáconos permanentes | Religiosos | Religiosos | Parroquias |
| Año                                                                             | Bautizados católicos | Total     | % de católicos | Total      | Clero secular | Clero regular | Bautizados por sacerdote | Diáconos permanentes | Varones    | Mujeres    | Parroquias |
| ------------------------------------------------------------------------------- | -------------------- | --------- | -------------- | ---------- | ------------- | ------------- | ------------------------ | -------------------- | ---------- | ---------- | ---------- |
| 1950                                                                            | 28 230               | 3 720 000 | 0.8            | 66         | 15            | 51            | 427                      |                      | 30         | 134        | 13         |
| 1967                                                                            | 30 000               | ?         | ?              | 33         | 8             | 25            | 909                      |                      |            |            | 15         |
| 1990                                                                            | 35 000               | 5 000     | 0.7            | 14         | 11            | 3             | 2500                     |                      | 8          | 13         | 19         |
| 1999                                                                            | 35 200               | 5 000     | 0.7            | 14         | 6             | 8             | 2514                     |                      | 8          | 24         | 16         |
| 2000                                                                            | 35 000               | 5 000     | 0.7            | 19         | 7             | 12            | 1842                     |                      | 14         | 22         | 16         |
| 2001                                                                            | 35 000               | 5 000     | 0.7            | 22         | 10            | 12            | 1590                     |                      | 12         | 22         | 16         |
| 2002                                                                            | 35 000               | 5 000     | 0.7            | 20         | 8             | 12            | 1750                     |                      | 12         | 22         | 16         |
| 2003                                                                            | 35 000               | 5 000     | 0.7            | 20         | 8             | 12            | 1750                     | 1                    | 18         | 22         | 16         |
| 2004                                                                            | 34 000               | 5 000     | 0.7            | 21         | 9             | 12            | 1619                     |                      | 19         | 22         | 16         |
| 2010                                                                            | 33 000               | 5 000     | 0.7            | 26         | 14            | 12            | 1269                     |                      | 17         | 25         | 17         |
| 2014                                                                            | 33 000               | 4 935 000 | 0.7            | 23         | 11            | 12            | 1434                     |                      | 14         | 25         | 17         |
| 2017                                                                            | 33 000               | 5 000     | 0.7            | 25         | 13            | 12            | 1320                     |                      | 14         | 20         | 18         |
| 2020                                                                            | 32 800               | 4 527 700 | 0.7            | 21         | 11            | 10            | 1561                     |                      | 12         | 20         | 14         |
| 2022                                                                            | 32 550               | 4 495 420 | 0.7            | 22         | 10            | 12            | 1479                     |                      | 12         | 16         | 14         |
| Fuente: Catholic-Hierarchy, que a su vez toma los datos del Anuario Pontificio. |                      |           |                |            |               |               |                          |                      |            |            |            |

## Episcopologio

### Obispos de Sofía
- Pietro Salinate, O.F.M.Obs. † (10 de septiembre de 1601-1623 falleció)
- Elia Marini, O.F.M.Obs. † (29 de julio de 1624-15 de junio de 1641[6] falleció)
- Pietro Adeodato, O.F.M.Obs. † (15 de junio de 1641 por sucesión- 6 de diciembre de 1642 nombrado arzobispo)

### Arzobispos de Sofía
- Pietro Adeodato, O.F.M.Obs. † (6 de diciembre de 1642-después del 15 de septiembre de 1673[7]  falleció)
- Pavao Coješčić, O.F.M.Obs. † (1675-1677)
- Stefan Cnezervić, O.F.M.Obs. † (5 de abril de 1677-18 de octubre de 1691[8] falleció)
- Pavao Joščić, O.F.M. † (28 de noviembre de 1707-julio de 1719 falleció)
- Marko Andrijašević † (20 de noviembre de 1723-1741[9] falleció)
- Nicolò Angelo Radovani † (23 de septiembre de 1743-18 de diciembre de 1752 nombrado arzobispo de Durrës)
- Benedetto Zuzzeri † (14 de enero de 1754-1758 renunció)

### Vicarios apostólicos de Sofía y Plovdiv
- Giuseppe Roverani, Batt. † (11 de diciembre de 1758-15 de febrero de 1767 nombrado vicario apostólico de Constantinopla)
- Giorgio Radovani † (30 de abril de 1767-29 de julio de 1771 nombrado arzobispo de Shkodër)
- Pavel Duvanlija † (31 de julio de 1771-16 de septiembre de 1776 nombrado obispo de Nikópol)
- Pietro Fabri † (2 de octubre de 1776-1796 falleció)
- Nicolò Zilve † (29 de abril de 1796-13 de diciembre de 1800 falleció)
- Giorgio Tunus † (15 de diciembre de 1802-1817 falleció)
- Andrea Tunus † (29 de julio de 1817-1834 renunció)
- Jan Fortner, C.SS.R. † (1835-1836 falleció)
- Jan Nepomuk Ptáček, C.SS.R. † (1836-1840 renunció)
- Andrea Canova, O.F.M.Cap. † (15 de julio de 1843-10 de agosto de 1866 falleció)
- Francesco Domenico Reynaud, O.F.M.Cap. † (17 de diciembre de 1867-5 de mayo de 1885 renunció)
- Roberto Menini, O.F.M.Cap. † (5 de mayo de 1885-12 de octubre de 1916 falleció)
- Cleto Vincenzo Pejov, O.F.M.Cap. † (12 de octubre de 1916 por sucesión-3 de noviembre de 1941 falleció)
- Ivan Romanov † (6 de julio de 1942-8 de enero de 1953 falleció)
  - Sede vacante (1953-1975)
- Bogdan Stefanov Dobranov † (22 de julio de 1975-3 de marzo de 1979 nombrado obispo de Sofía y Plovdiv)

### Obispos de Sofía y Plovdiv
- Bogdan Stefanov Dobranov † (3 de marzo de 1979-4 de octubre de 1983 falleció)
  - Sede vacante (1983-1995)
- Georgi Ivanov Jovčev (13 de noviembre de 1995[nota 2] - 16 de julio de 2025, renuncia)